# Камнеломка Коржинского
Камнело́мка Коржи́нского (лат. Saxifrága korshínskyi) — вид рода Камнеломка (лат. Saxifraga) семейства Камнеломковые (лат. Saxifragaceae).
Своё название вид получил в честь русского ботаника Сергея Ивановича Коржинского.

## Ботаническое описание и ареал
Многолетнее травянистое растение до 12 см. высотой, растущее рыхлыми дерновинами. Листья простые, шероховатые, темно-зелёного цвета. Соцветие - рыхлое, состоящее из 2-6 мелких белых цветков. Плод - коробочка..
Обитает на замшелых скалах..
Эндемик Дальнего Востока. В России известно несколько местонахождений вида в Амурской области и Хабаровском крае.

## Охранный статус
Редкий вид. Занесена в Красные книги России , Амурской области, Хабаровского края. Вымирает в результате антропогенного влияния.